# Oppidum La Quille

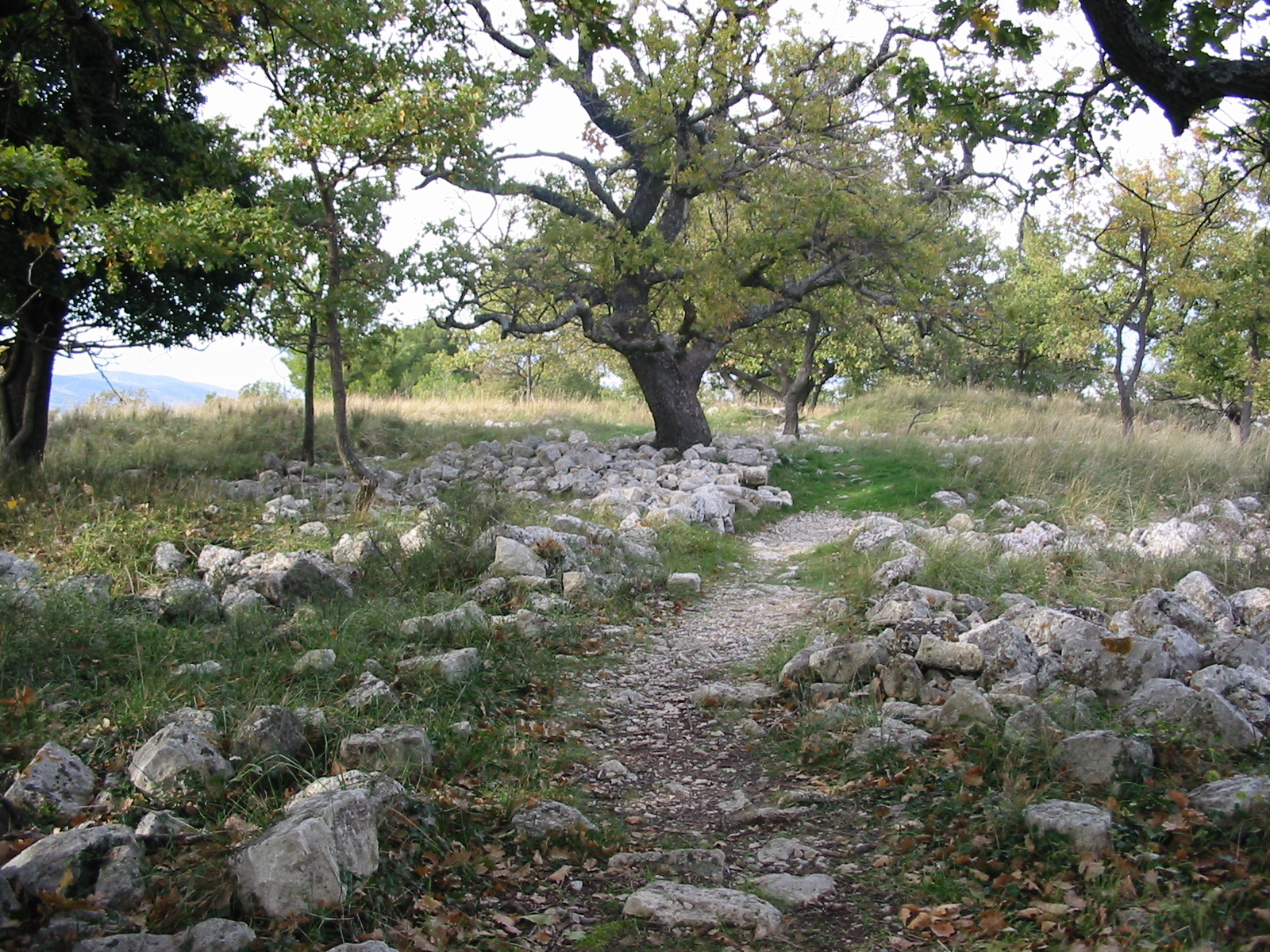
Überreste der Siedlung

Das Oppidum La Quille (französisch Oppidum de la Quille, provenzalisch La Quilho) ist ein südfranzösisches Oppidum auf dem Gebiet der Gemeinde Le Puy-Sainte-Réparade im Département Bouches-du-Rhône. Es entstand in der Latènezeit.
Die Siedlung befand sich auf dem 454 Meter hohen Hügel Le Puech. Dieser Hügel bildet heute einen Teil des Gemeindenamens (Le Puy). Da man von dieser Position Sicht auf das ganze Durance-Tal hatte, bot der Standort wichtige strategische Vorteile. Die Siedlung breitete sich über einer Fläche von 1,8 Hektar aus. Nach der erstmaligen Nutzung im 4. bis 1. Jahrhundert vor Christus wurde der Standort im Mittelalter erneut verwendet. 1907 beschrieb ein Archäologe, der dort römische und keltische Fundstücke entdeckt hatte, das ehemalige Oppidum zum ersten Mal.
Der Name La Quille bezeichnet eigentlich einen mittelalterlichen Turm. Zu Beginn des 20. Jahrhunderts war dieser noch gut erhalten, doch durch das Beben von Lambesc im Jahr 1909 wurde er beschädigt, 1980 wurde er durch Blitzschlag zusätzlich beschädigt.